# Koszmar następnego lata
Koszmar następnego lata (tytuł oryg. I Still Know What You Did Last Summer) – amerykańsko-meksykańsko horror z podgatunku slasher, będący kontynuacją dreszczowca Jima Gillespiego z 1997 pt. Koszmar minionego lata. Główne role powtórzyli w nim Jennifer Love Hewitt jako Julie James oraz Freddie Prinze Jr. w roli Raya Bronsona. Zdjęcia kręcono w Los Angeles oraz w meksykańskim stanie Jalisco.
Osiem lat po premierze filmu na rynku wideo wydano kolejną część cyklu – Koszmar kolejnego lata.

## Opis fabuły
Od masakry przedstawionej w pierwowzorze mija rok. Julie James, która jako jedna z nielicznych przeżyła atak szaleńca z hakiem, wciąż miewa koszmary związane z nieprzyjemnymi wydarzeniami z rodzimego miasteczka. Obecnie Julie studiuje w Bostonie, a jej rozchwiany związek z Rayem Bronsonem powoli zamienia się w zwyczajną przyjaźń. Aby się zrelaksować, dziewczyna decyduje się na wyjazd na Bahamy wraz z kolegami ze studiów: Tyrellem Martinem oraz Karlą Wilson, która bilety na atrakcyjny urlop wygrała biorąc udział w konkursie organizowanym przez swoją ulubioną stację radiową. Do grupki wczasowiczów ma również dołączyć Ray, jednak niespodziewanie ulega tajemniczemu wypadkowi, w którym ginie jego przyjaciel. Winowajcą tego wypadku był niejaki Ben Willis. Jego miejsce zajmuje kolega ze studiów Julie, Will Benson. Z chwilą przyjazdu grupy większość rezydentów okupowanego hotelu zaczyna wracać do domów z powodu zbliżającego się huraganu. Choć początkowo weekend zapowiada się interesująco, niespodziewanie na wyspie zaczyna dochodzić do morderstw. Sytuacja niepokoi Julie i dziewczyna opowiada swoim towarzyszom o tragicznych wydarzeniach z przeszłości. Okazuje się, że Karla nie wygrała wyjazdu na wakacje, ponieważ błędnie odpowiedziała na zadane pytanie, a cała sytuacja została specjalnie zaaranżowana przez nieznaną osobę. Giną pracownicy wyspy oraz Tyrell, a Julie dowiaduje się wkrótce, że sprawcą zamieszania jest w istocie Will, który – jak wskazuje jego nazwisko – jest synem Bena Willisa (Ben-Son = Syn Bena), mordercy z hakiem, który prześladuje Julie. W odpowiednim momencie na wyspie zjawia się Ray, który ratuje ukochaną z opresji. Podczas wszczętej walki Ben przypadkowo morduje swojego syna i atakuje Raya. Julie strzela do Bena z broni Raya. Następnego dnia na wyspie zjawia się ekipa ratunkowa, by odratować Julie, Raya i Karlę. W ostatniej scenie Ray i Julie zostali zamordowani przez Bena Willisa. 

## Obsada
- Jennifer Love Hewitt – Julie James
- Freddie Prinze Jr. – Ray Bronson
- Brandy Norwood – Karla Wilson
- Matthew Settle – Will Benson
- Mekhi Phifer – Tyrell Martin
- Jennifer Esposito – Nancy
- Muse Watson – Benjamin Willis
- Bill Cobbs – Estes
- Jeffrey Combs – Brooks
- John Hawkes – Dave
- Ellerine Harding – Olga
- Jack Black – Titus Telesco
- Benjamin Brown – Darick